# 23.ª Divisão (Japão)
A 23ª Divisão foi uma divisão de infantaria do Império do Japão que serviu durante a Segunda Guerra Mundial. A divisão foi formada no dia 24 de dezembro de 1915 em Kumamoto, sendo desmobilizada no dia 30 de setembro de 1945 com o fim da guerra.

## Comandantes
| Comandante                        | Data                                          |
| --------------------------------- | --------------------------------------------- |
| Lt. General Michitaro Komatsubara | 7 de julho de 1938 - 6 de novembro de 1939    |
| Lt. General Masakichi Inoue       | 6 de novembro de 1939 - 1 de março de 1941    |
| Lt. General Kanji Nishihara       | 1 de março de 1941 - 10 de novembro de 1942   |
| Lt. General Genshichi Oikawa      | 10 de novembro de 1942 - 7 de janeiro de 1944 |
| Lt. General Fukutaro Nishiyama    | 7 de janeiro de 1944 - 30 de setembro de 1945 |

## Subordinação
- Grupo de Exércitos Kwantung - 11 de setembro de 1938
- 6º Exército - 4 de agosto de 1939
- 14º Exército de Campo - de dezembro de 1944

## Ordem da Batalha
- 23. Grupo de Infantaria (desmobilizada no dia 3 de dezembro de 1943)
- 64. Regimento de Infantaria
- 71. Regimento de Infantaria
- 72. Regimento de Infantaria
- 23. Regimento de Reconhecimento
- 13. Regimento de Artilharia de Campo (substituído pelo 17. Regimento de Artilharia de Campo no mês de outubro de 1944)
- 23. Regimento de Engenharia
- 23. Regimento de Transporte
- Unidade de comunicação